# 大东亚决战之歌

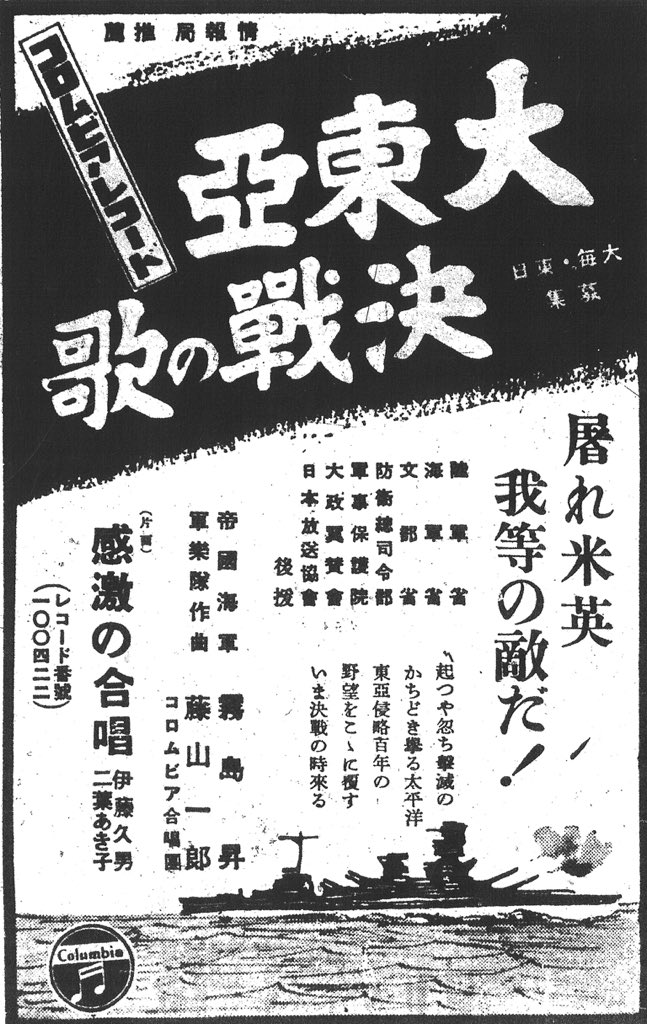
《大东亚决战之歌》宣传广告

《大东亚决战之歌》（日语：大東亜決戦の歌）是一首作于1941年的日本军歌，由伊藤丰太作词、日本海军军乐队作曲。1941年12月9日，在日军偷袭珍珠港，太平洋战争全面爆发后，日本报纸《每日新闻》开始有奖征集《兴国决战之歌》（興国決戦の歌）的歌词，奖金为1000日元（公债）。在12月13日之前的截稿期前，最终收集了25000多个参赛作品。由于战争名称在12日被确定为“大东亚战争”，因此，歌曲的名字也更改为《大东亚决战之歌》。15日，在日本古伦美亚公司工作的伊藤丰太的参赛作品被宣布为获奖者。19日，日本海军军乐队为其创作的乐谱公布。在歌曲中，太平洋战争被形容为一场“圣战”，旨在颠覆美国和英国对东亚的百年入侵之野心。这个意象此后重复出现在无数日本军歌中。